# Stauropathes punctata
Stauropathes punctata är en korallart som först beskrevs av Louis Roule 1908.  Stauropathes punctata ingår i släktet Stauropathes och familjen Schizopathidae. Inga underarter finns listade i Catalogue of Life.